# Janusz Hooker
Leslie Janusz Hooker (* 28. September 1969 in Sydney) ist ein ehemaliger australischer Ruderer, er gewann 1996 eine olympische Bronzemedaille.

## Sportliche Karriere
Janusz Hooker war 1987 Dritter der Junioren-Weltmeisterschaften im Einer. Im gleichen Jahr belegte er im Einer den achten Platz beim Match des Seniors, einem Vorläuferwettbewerb der U23-Weltmeisterschaften.
Bei den Weltmeisterschaften 1994 erreichte Hooker den elften Platz im Vierer ohne Steuermann. Im Jahr darauf trat er bei den Weltmeisterschaften 1995 im Einer an und belegte den 16. Platz. 1996 gewann er bei den Olympischen Spielen in Atlanta zusammen mit Boden Hanson, Duncan Free und Ronald Snook die Bronzemedaille im Doppelvierer hinter den Booten aus Deutschland und den Vereinigten Staaten.
Der 1,91 m große Ruderer vom Mosman Rowing Club wurde nach seiner aktiven Zeit Geschäftsmann. Er ist Vorsitzender der LJ Hooker Company, einer Immobilienfirma, die von seinem Großvater gegründet wurde.